# Lunediretta
Lunediretta è un programma radiofonico andato in onda su Radio Deejay dal 1995 al 1998. In tutte le sue tre edizioni il programma è stato condotto da Paoletta e Marco Santin (parte del trio Gialappa's Band), con la collaborazione tecnica di Alex Farolfi (nelle prime stagioni) e Franco Russo.

## La trasmissione

### Orario e tema
Come lo stesso titolo suggerisce la trasmissione andava in onda in diretta ogni lunedì: nelle prime due edizioni da mezzanotte alle 3.00, nell'ultima edizione dalle 23.00 alle 2.00. Ogni puntata era un lungo talk show notturno durante il quale gli ascoltatori potevano rispondere in diretta al tema lanciato dai due conduttori.

### Caratteristiche
Caratteristica che rende indimenticabile la trasmissione rimane l'aspetto anarchico conferitole da Marco Santin, che riportava anche in quel contesto il chiassoso spirito d'improvvisazione che ha reso celebre il trio di cui fa parte, la celebre Gialappa's Band. Santin si trasferiva in radio dopo aver terminato, negli studi Mediaset di Cologno Monzese, le registrazioni di Mai Dire Gol (ai tempi in onda in tv il lunedì sera), giungendo in radio puntualmente in ritardo (anche di venti minuti) rispetto all'orario di inizio della trasmissione e per questo sovente interpellato al cellulare da Paoletta mentre, ancora in auto, raggiungeva gli studi di Radio Deejay, dando vita a scambi di battute rimasti un tormentone del programma. Spesso, inoltre, la trasmissione terminava ben oltre l'orario cui era assegnata, e i conduttori si ritrovavano a chiacchierare sul disco che avrebbe dovuto dare l'inizio alle repliche notturne dell'emittente.

#### I Raduni
Specie dalla seconda edizione hanno preso piede i cosiddetti "Raduni di Lunediretta". All'inizio si trattava di iniziative spontanee di ascoltatori che, spiegando dove si trovavano (solitamente in qualche piazza cittadina) all'inizio della trasmissione, invitavano quanti più fan di Lunediretta a raggiungerli per creare un possibilmente numeroso gruppi di ascolto entro l'orario di chiusura del programma. Un'occasione, per i due conduttori, per giocare con questi via via sempre più folti consessi di persone che si trovavano nel cuore della notte ad animare piazze deserte, scherzando con chi di volta in volta raggiungeva il gruppo e spingendoli a iniziative goliardiche. Dei veri e propri happening ai quali, quando cominciarono a raggiungere un certo peso (con anche qualche centinaio di partecipanti), si unirono in qualche occasione anche i due speaker Giacomo Valenti e Marco Biondi, in qualità di inviati ufficiali del programma, conferendo al tutto un'atmosfera ancora più animata e imprevedibile.

#### L'ultima edizione
Visti gli innumerevoli impegni di Marco Santin (che già lo limitavano nelle precedenti edizioni), la trasmissione è terminata alla sua terza stagione, nel giugno 1998.